# 248 Ламея
248 Ламея (248 Lameia) — астероїд головного поясу, відкритий 5 червня 1885 року Йоганном Палізою у Відні.